# Sapromyza discontinua
Sapromyza discontinua är en tvåvingeart som beskrevs av Mario Bezzi 1928. Sapromyza discontinua ingår i släktet Sapromyza och familjen lövflugor.
Artens utbredningsområde är Fiji. Inga underarter finns listade i Catalogue of Life.